# Botho Sigwart zu Eulenburg

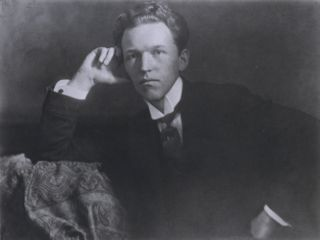
Sigwart Graf zu Eulenburg (1884–1915)

Sigwart Botho Philipp August zu Eulenburg Graf zu Eulenburg (* 10. Januar 1884 in München; † 2. Juni 1915 in Jasło) war ein deutscher Komponist der Spätromantik.

## Leben

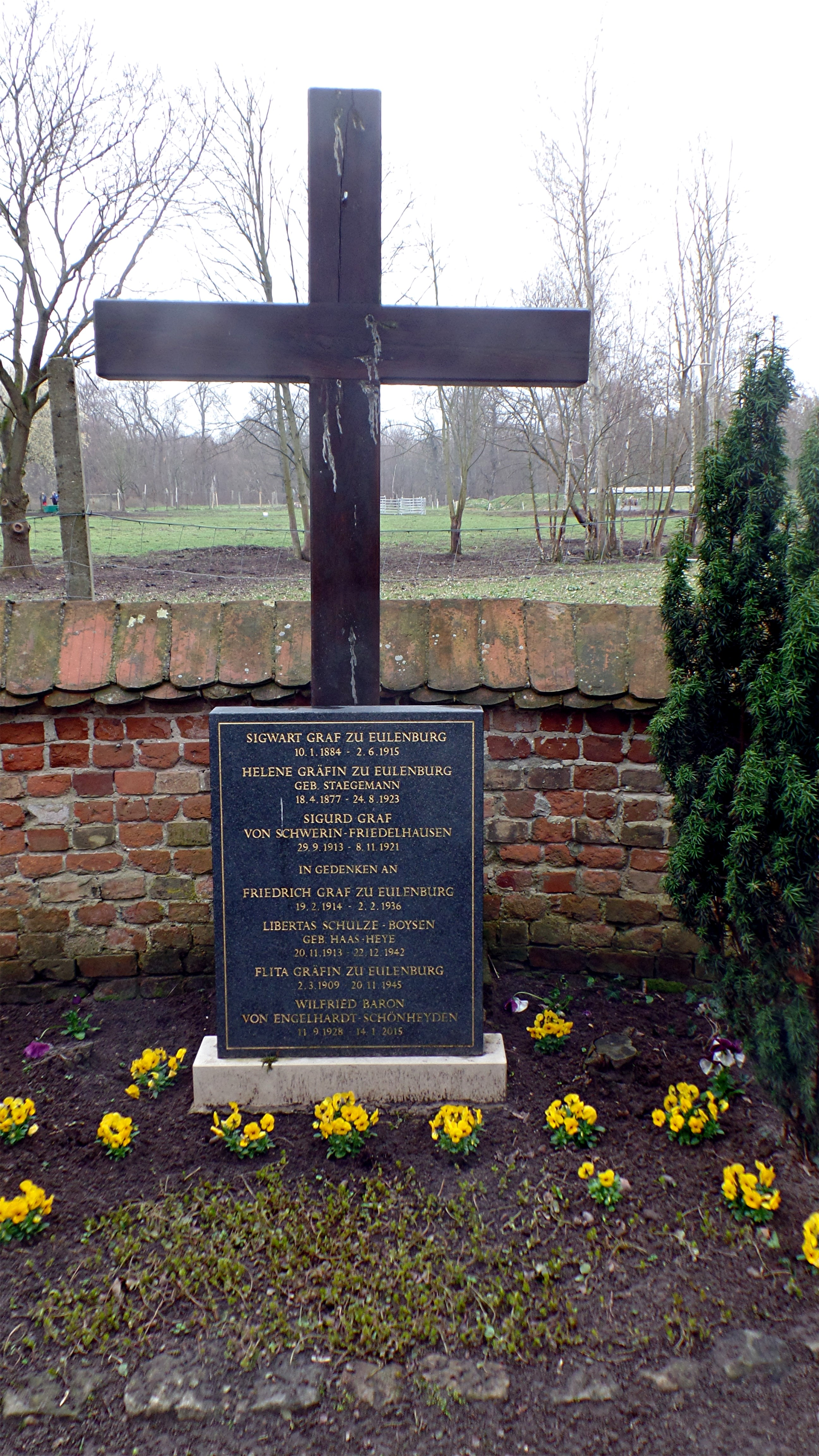
Gedenktafel im Schlosspark Liebenberg

Sigwart Graf zu Eulenburg war zweiter Sohn des Philipp zu Eulenburg (1847–1921) und der Augusta Freiin von Sandels (1853–1941). Der spätere Fürst Philipp zu Eulenburg-Hertefeld war ebenfalls künstlerisch veranlagt und als Komponist, Dichter und Literat tätig. Er förderte die Begabung seines Sohnes mit Nachdruck, sodass Sigwart zu Eulenburg auf dem väterlichen Schloss Liebenberg in einer musisch geprägten Umgebung aufwuchs. Friedrich Wend zu Eulenburg war sein älterer Bruder.

### Kindheit und Schulzeit

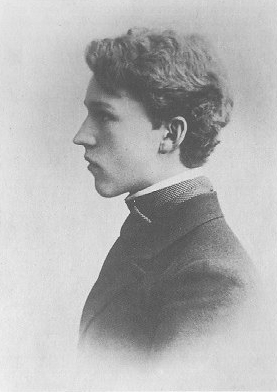
Sigwart als Jugendlicher

Botho Sigwart, eine Bezeichnung, die er sich als Künstlernamen in späteren Jahren selbst gab, erhielt seine erste musikalische Ausbildung bei Graf Spork von 1891 bis 1894. Mit sieben Jahren begann er Lieder nach Gehör und eigener Komposition zu schreiben und entwickelte bald eine vollendete Gabe zur Improvisation auf dem Klavier. 1895 bis 1898 wurde er durch Gound in Wien unterrichtet und lernte ab 1898 auf dem Gymnasium in Bunzlau (Schlesien) das Orgelspiel bei dem städtischen Kantor Wagner, sodass er bisweilen musikalische Gestaltung der Gottesdienste vornehmen durfte. In dieser Zeit erschien von ihm eine erste Sammlung von Liedern, die er zwölfjährig verfasste, wie auch eine im gleichen Alter verfasste Komposition für Orchester, die im Musikvereinssaal in Wien uraufgeführt wurde. 1899 verließ er Bunzlau und kehrte nach Liebenberg zurück, um nach schulischem Privatunterricht durch den in Bayern bekannten Hans Mayr und Exkurs an das Luitpold-Gymnasium in München schließlich sein Abitur am Friedrich-Wilhelm-Gymnasium in Berlin zu absolvieren.

### Studium und Promotion
In München studierte Eulenburg ab 1902 Geschichte und Philosophie. Parallel vollzog er kontrapunktische Studien bei Ludwig Thuille und Orchesterstudien beim Hofkapellmeister Hermann Zumpe. Beide Lehrer verlor er durch deren frühen Tod. Botho Sigwart verbrachte die Semesterferien in seiner Heimat Liebenberg, während ihn seine Naturbegeisterung immer wieder auf Reisen führte. Auf Einladung von Cosima Wagner verbrachte er außerdem einen Sommer in Bayreuth, wo er Zugang zu allen Festspielproben erhielt. Botho Sigwart promovierte mit einer Arbeit über den Rothenburger Komponisten und Organisten Erasmus Widmann (1572–1634) und verbrachte dazu mehrere Monate in Rothenburg o.d.T., bis er im Juli 1907 seine Studien als Dr. phil. endgültig abschloss.

### Ausbildung bei Reger und Hochzeit
Ein Angebot als Kapellmeister in Colmar lehnte Eulenburg ab und nahm wieder Quartier im heimatlichen Liebenberg. Er richtete sich das „Lindenhaus“ im väterlichen Park her, um in Ruhe seinen kompositorischen Arbeiten nachgehen zu können. Dennoch setzte er wöchentlich sein insgesamt zweijähriges Studium bei Max Reger in Leipzig fort. Er quälte sich mit der Arbeit an Fugen, die ihm schon bei Widmann begegnet waren und schrieb dazu an seinen Paten und Mentor Cuno Graf Moltke: „Die Fuge ist zwar ein künstlerisches Gebilde und man kann in der Fuge auch schöne Musik schreiben, aber sie ist doch eine rechte Sklaverei für den Phantasiebegabten Menschen.“ Sein Lehrer Reger, der von den Fugen Botho Sigwarts dennoch sehr angetan war, entgegnete auf diesen auch ihm vorgetragenen Einwand: „Wenn Sie 300 Fugen geschrieben haben werden, wie ich, dann werden sie sich in ihr frei bewegen können, wie in jeder anderen Form.“ 

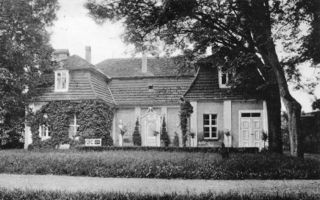
Schloss Liebenberg, Lindenhaus

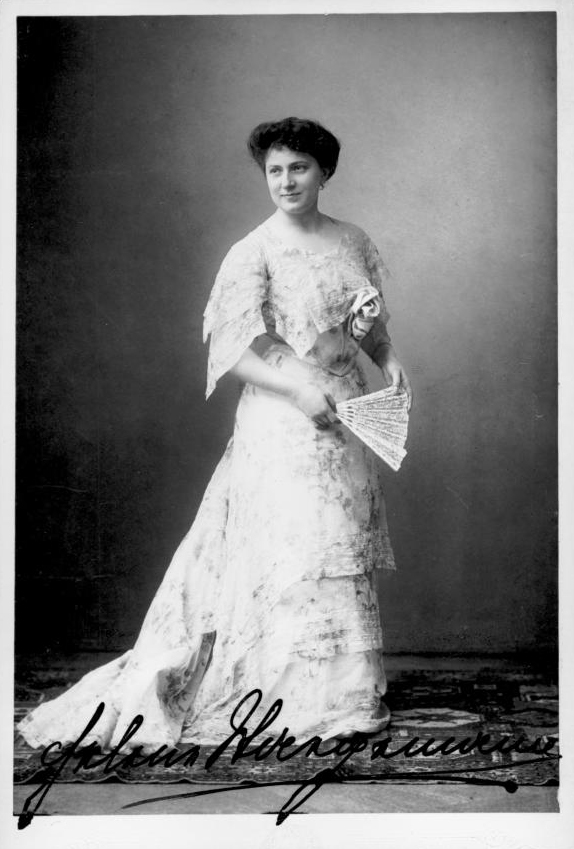
Helene Gräfin zu Eulenburg, geb. Staegemann (1877–1923)

In Leipzig hatte Botho Sigwart unterdessen die Kammersängerin Helene Staegemann (1877–1923) kennengelernt. Sie war Tochter des Generalintendanten der städtischen Theater in Leipzig, Max Staegemann und dessen Frau, der Violinistin Hildegard Kirchner. Helenes Großmutter, Mathilde Staegemann, stammte aus der bekannten Künstlerfamilie Devrient und war Schwester der gefeierten Schauspieler Karl, Emil und Eduard Devrient; Helenes Bruder war der erfolgreiche Opernsänger und Schauspieler Waldemar Staegemann (1879–1958). Nach einer Gesangsausbildung bei ihrem Vater trat Helene Staegemann als arrivierte Künstlerin in Berlin, Wien und Prag auf und wurde als Konzertsopranistin gefeiert. Sie galt als hervorragende Liedinterpretin. Komponisten wie Carl Reinecke und Hans Pfitzner widmeten ihr eigene Liedkompositionen. Sigwart und Helene heirateten am 21. September 1909 in Leipzig.

### Orgelunterweisung durch Albert Schweitzer
Das junge Paar nahm Quartier im „Weissen Hirsch“ in der Lorenzstraße 4 in Dresden und war durch viele Engagements Helenes häufig unterwegs. Auch in der Villa des seinerzeit berühmten Arztes und Mäzens Albert Neisser in Breslau trafen die beiden auf ein musikinteressiertes Publikum. Dabei wurde Sigwarts Pate, Cuno Graf Moltke, Zeuge einer ungeplanten Gesangsdarbietung Botho Sigwarts. Sein Patensohn war nicht als Sänger ausgebildet, doch erzielte er offenbar eine so fundamentale Wirkung, dass das Publikum schluchzte und die Gastgeber in Tränen aufgelöst waren. Moltke schrieb dazu später: „Unmittelbar sprach die Seele zu einem“. Seine kompositorische Arbeit an der Orgel, einem Instrument, das Botho Sigwart seit jeher besonders schätzte, vervollkommnete er im Jahre 1911 durch weitere Unterweisungen von Albert Schweitzer, den er dazu längere Zeit in Strassburg aufsuchte. Botho Sigwart widmete ihm ein großes Orgelkonzert (op. 12), das bereits zur Aufführung in Straßburg angesetzt war, was jedoch aufgrund der unerwarteten Erkrankung Albert Schweitzers unterblieb.

### Griechenlandreise und Oper „Die Lieder des Euripides“
Ab Mai 1911 unternahmen Sigwart und Helene eine längere Griechenlandreise, die sie zu den berühmtesten Heiligtümern des Land führte. In der Bucht von Eleusis trafen die beiden auf den Standort der Villa des Euripides in Salamis und zeigten sich tief beeindruckt von der Akropolis von Athen, Delphi und Sunion. Seine Erfahrungen hielt Botho Sigwart in einem ausführlichen Tagebuch fest, das er nach seiner Rückkehr umfassend musikalisch verarbeitete: Das Melodram für Orchester, „Hektors Bestattung“ (nach Worten von Homers Ilias) (op. 15), wurde mit großem Erfolg im Leipziger Gewandhaus, später auch in Dresden und Leipzig, aufgeführt und veranlasste Arthur Nikisch (1855–1922), Leiter des Leipziger Konservatoriums und Kapellmeister des Gewandhausorchesters, bei Sigwart eine Symphonie für Orchester zu bestellen. Doch schon seit Jahren trug sich Botho Sigwart mit dem Gedanken an eine Oper. So entstand das Werk „Die Lieder des Euripides“, auf deren Texte ihn bereits seinerzeit sein Lehrer Graf Sporck aufmerksam gemacht hatte. Botho Sigwart zog sich dazu 1912 und 1913 für einige Monate in die Einsamkeit des väterlichen Besitzes Haus Hertefeld am Niederrhein zurück. Während der Komposition trug er sich bereits mit dem Gedanken an eine weitere Oper, wobei Gerhart Hauptmann die dichterischen Arbeiten vornehmen sollte. Den Kontakt stellte erneut Sigwarts Pate Cuno Moltke her, zu einer Umsetzung kam es indes nicht mehr. Im Frühjahr 1913 wurden „Die Lieder des Euripides“ vom kgl. Hoftheater in Stuttgart angenommen. Nach mehr als eineinhalbjähriger Arbeit vollendete Botho Sigwart seine erste und einzige Opernpartitur – unmittelbar vor der Geburt seines Sohnes Friedrich Max Donatus Philpp Sigwart am 19. Februar 1914. „Friedel“ wurde im Juni 1914 in der Hauskapelle des elterlichen Schlosses Liebenberg getauft.

### Fronteinsatz und Tod
Wenige Wochen später zog Sigwart – ursprünglich als nicht „felddienstfähig“ eingestuft – als Rekrut beim 2. Garde-Ulanen-Regiment in die Armee ein. Während seines Fronteinsatzes in Flandern und Frankreich stellte er im Winter 1914 die Klaviersonate op. 19 (Kriegssonate) fertig. Im April 1915 wurde seine Einheit nach Galizien verlegt. Sigwart, mittlerweile zum Leutnant und Kompanieführer befördert, erlitt am 9. Mai während der Schlacht bei Gorlice-Tarnów bei einem Angriff seiner Einheit auf russische Stellungen bei Leki, Galizien, einen Lungendurchschuss. Sigwart Graf zu Eulenburg starb am 2. Juni 1915 in einem Lazarett in Jaslo; posthum wurde ihm das Eiserne Kreuz 1. Klasse verliehen. Die Uraufführung seiner Oper erlebte er nicht mehr; sie fand im Herbst 1915 am Hoftheater Stuttgart statt. Sigwarts sterbliche Reste wurden nach Intervention seines Vaters überführt und im elterlichen Park in Liebenberg beigesetzt. Sigwarts Witwe Helene überlebte ihn um acht Jahre; ihr einziger Sohn Friedrich, gleichfalls musikalisch hochbegabt und bereits in jungen Jahren Kapellmeister, starb, gerade zweiundzwanzigjährig, im Jahr 1936 bei einer Wehrübung.

## Berühmte Verwandte
Sein Großonkel war der Leiter der preußischen Ostasien-Expedition und spätere Innenminister Friedrich zu Eulenburg, seine Onkel zweiten Grades der Innenminister und preußische Ministerpräsident (1892–1894) Botho zu Eulenburg sowie der Königlich Preußische Oberhofmarschall und Hausminister August zu Eulenburg. Die Widerstandskämpferin Libertas Schulze-Boysen, die zeitweise auf Schloss Liebenberg aufwuchs, war seine Nichte.

## Verzeichnis der Werke
- op. 1    Vier Lieder mit Lautenbegleitung, Heft 1 (Hrsg. teilweise in: Kunstwart 2/3 1917)
- op. 2    Vier Lieder mit Lautenbegleitung, Heft 1
- op. 3    Vier Lieder mit Lautenbegleitung, Heft 3
- op. 4    Fünf Lieder für hohe Stimme mit Klavierbegleitung
- op. 5    Drei Lieder für tiefe Stimme mit Klavierbegleitung
- op. 6    Sonate (E-dur) für Violine und Klavier
- op. 7    Vier Lieder für hohe Stimme mit Klavierbegleitung. (Verlag Bote & Bock, Berlin)
- op. 8    Marienlieder. (Verlag Jonas-Eckermann, Berlin)
- op. 9    Vier Lieder für Sopran mit Klavierbegleitung
- op. 10  Drei gemischte Chöre zu Dichtungen von Hölderlin
- op. 11  Melodien aus der Jenaer Liederhandschrift
- op. 12  Symphonie (C-Dur) für Orgel und Orchester (gewidmet Albert Schweitzer)
- op. 13  Streichquartett (h-moll)
- op. 14  Klaviersonate (A-Dur) (Weihnachtssonate) für Klavier (2. Satz hrsg. Kunstwart 12/2 1916)
- op. 15  Hektors Bestattung (aus Homers Ilias, 24. Gesang, übersetzt von J. H. Voss). Rezitation mit begleitender Musik für Orchester oder Pianoforte (Digitalisat der Klavierausgabe, Bayerische Staatsbibliothek München)
- op. 16  Sonate (Es-dur) für Viola d’amore und Klavier
- op. 17  Vier Lieder für Sopran mit Klavierbegleitung, Text von Karl Woermann
- op. 18  Ode an die Sappho von Grillparzer mit begleitender Musik für Klavier, Melodram
- op. 19  Sonate (D-Dur) (Kriegssonate) für Klavier
- op. 20  Die Lieder des Euripides. Eine Mär aus Alt-Hellas nach Texten von Ernst von Wildenbruch. Oper (Kommissionsverlag: M. Brockhaus, Leipzig). (UA: Königliches Hoftheater Stuttgart 1915)

## Veröffentlichte CDs
- Botho Sigwart Edition vol. II op. 13, 0p. 19 (CD im Pink Tonträger Verlag, D- 7219 Staufen, 1999)
- Botho Sigwart zu Eulenburg: op. 6, op. 7, op. 14, op. 18 (CD im Parzival Verlag, CH - 4143 Dornach, 1994)
- Streichquartett in H-Dur op. 13, Klaviersonate D-Dur op. 19.[3]